# کوسمو جارویس
هریسون کوسمو گریگوریان جارویس (ارمنی: Հարիսոն Կոսմո Կրիկորյան Ջարվիս؛ انگلیسی: Harrison Cosmo Krikoryan Jarvis؛ با نام هنری کوسمو جارویس انگلیسی: Cosmo Jarvis؛ زادهٔ ۱ سپتامبر ۱۹۸۹) بازیگر، خواننده-ترانه‌پرداز، نوازنده و فیلمساز ارمنی‌تبار اهل ایالات متحده آمریکا که زاده بریتانیا است. وی از سال ۲۰۰۸ میلادی تاکنون مشغول فعالیت بوده است.
کوسمو جارویس نامزد دریافت جایزه اسکار بهترین بازیگر نقش اول مرد آمریکایی شده است. در اوایل سال ۲۰۰۸، وی قراردادی را با دیلی صدا از دیلی استار امضا کرد و اولین آلبوم خود، هماسیوهیتچ/سونوفابیتچ را در تاریخ ۱۶ نوامبر ۲۰۰۹ منتشر نمود. اولین بار ترانه رسمی او «نتیجه کارت جی بوده» در اولین پخش تلویزیونی موفق رادیو بی‌بی‌سی ۱ و بی‌بی‌سی ۲ به اجرا درآمد و جزو «۱۰ آهنگی شد که شما باید این هفته ببینید» NME در سال ۲۰۱۵، برای بازیگری شخصیت سباستین و در نقش اول فیلم ویلیام مکبث (۲۰۱۶) بازی کرد.

## زندگی شخصی
جارویس در نیوجرسی از مادری ارمنی-آمریکایی و پدری انگلیسی به دنیا آمد. او در سه ماهگی با والدینش به انگلستان رفت و در کودکی به همراه مادر و برادر کوچکترش به توتنس نقل مکان کرد. جارویس متأهل است.

## فیلم‌شناسی

### فیلم

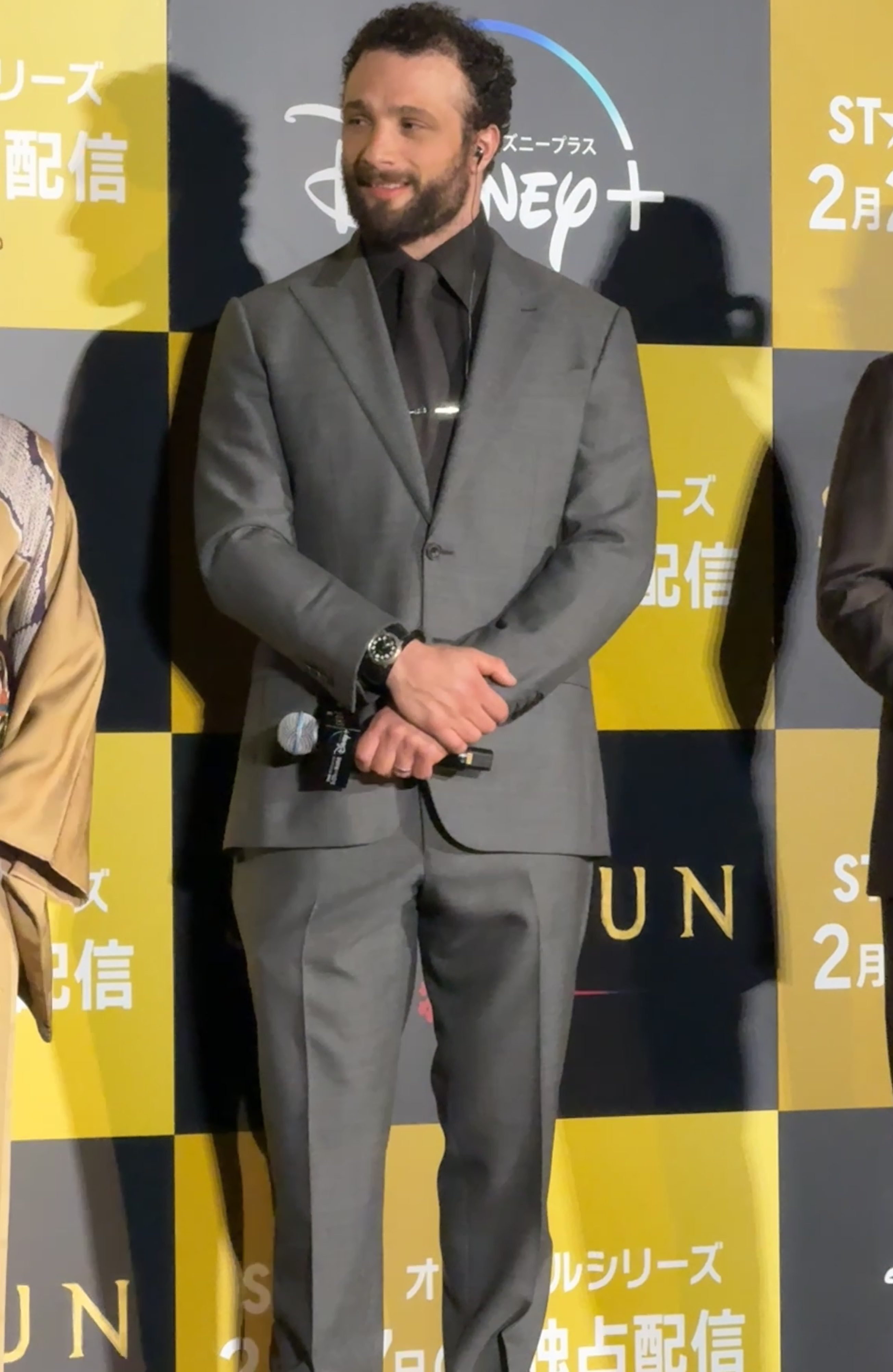
کوسمو جارویس در پرمیر شوگان در توکیو در فوریه ۲۰۲۴

| سال  | عنوان                    | نقش                   | توضیحات    |
| ---- | ------------------------ | --------------------- | ---------- |
| ۲۰۰۹ | The Alley Way            | مرد پیر (صداپیشه)     | فیلم کوتاه |
| ۲۰۱۲ | The Naughty Room         | تاد کندی              |            |
| ۲۰۱۵ | Spooks: The Greater Good | دنی تاسوف             |            |
| ۲۰۱۶ | Monochrome               | گابریل لنارد          |            |
| ۲۰۱۶ | The Habit of Beauty      | جروم                  |            |
| ۲۰۱۶ | لیدی مکبث                | سباستین               |            |
| ۲۰۱۷ | FOG                      | چارلی                 | فیلم کوتاه |
| ۲۰۱۷ | The Marker               | استیو                 |            |
| ۲۰۱۷ | قاتل شکارچی              | فتومتر اپراتور        |            |
| ۲۰۱۸ | نابودی                   | سرباز عملیات ویژه     |            |
| ۲۰۱۸ | مزرعه‌داری                | جونزی                 |            |
| ۲۰۱۹ | Calm With Horses         | داگلاس                |            |
| ۲۰۱۹ | Nocturnal                | پیت                   |            |
| ۲۰۲۰ | Funny Face               | سال                   |            |
| ۲۰۲۰ | ساعت غروب                |                       |            |
| ۲۰۲۲ | It Is In Us All          | همیش کنسیدین          |            |
| ۲۰۲۲ | ترغیب                    | کاپیتان فردریک ونتورث |            |
| ۲۰۲۴ | درون                     |                       | [ ۵ ]      |
| ۲۰۲۵ | شوالیه‌های آلتو           | وینسنت گیگانته        |            |

### تلویزیون
| سال  | عنوان                         | نقش           | توضیحات                                             |
| ---- | ----------------------------- | ------------- | --------------------------------------------------- |
| ۲۰۱۶ | Moving On                     | ورنو ۱۴       | قسمت"Taxi for Linda"                                |
| ۲۰۱۶ | هیومنز                        | مارتین        | قسمت ۳ (مجموعهٔ ۲)                                   |
| ۲۰۱۶ | My Mother and Other Strangers | ستوان استایگر | قسمت‌های "The Price" و "God Rest You Merry"          |
| ۲۰۱۷ | ورا                           | وودی          | قسمت "The Blanket Mire"                             |
| ۲۰۱۹ | پیکی بلایندرز                 | بارنی         | فصل ۵                                               |
| ۲۰۲۰ | بزرگ‌شده توسط گرگ‌ها            | کمپیون استرجز | قسمت‌های "Infected Memory", "Lost Paradise" و "Mass" |
| ۲۰۲۴ | شوگون                         | جان بلکتورن   | مینی‌سریال                                           |